# 야연
《야연》(중국어: 夜宴)은 2006년에 개봉한 중국의 영화이다.

## 줄거리
중국 10세기, 오대십국 시대를 배경으로 한다. 황태자 우루안은 아름다운 귀족 여인 샤오완을 사랑하지만, 황제인 아버지가 그녀와 결혼하기로 결정하면서 큰 상처를 입고 음악과 무용을 공부하기 위해 은둔한다. 그 사이 황제는 동생 리에게 살해당하고, 리는 왕위를 찬탈한다. 우루안은 암살 시도에서 살아남아 궁으로 돌아오고, 샤오완은 황후가 되어 그를 맞이한다. 황후의 시녀 칭누는 여전히 우루안의 약혼녀이다.
궁궐 내 긴장이 고조되는 가운데, 한 관리가 황후를 '태후'라고 칭하자 일족이 몰살당한다. 이 사건으로 인해 대신의 아들이 지방으로 파견되면서 대신의 입지는 약화된다. 황제는 황후의 즉위식을 위한 검무 연습을 요청하는데, 이는 우루안을 암살하기 위한 함정이었다. 황후의 도움으로 위기를 모면한 우루안은 아버지의 죽음에 대한 진실을 알게 된다. 그 독살에 사용된 독이 비소와 검은 전갈로 만들어진 것이라는 사실을 알게 된다.
황후의 즉위식에서 우루안은 아버지의 죽음을 폭로하는 마임극을 공연한다. 황제는 분노하지만 우루안을 제거하기 위한 계략을 꾸민다. 그는 우루안을 인접 국가에 인질로 보내려 하지만, 황후의 명령을 받은 장군이 그를 구출한다.
우루안이 죽었다고 믿고 권력을 완전히 장악했다고 생각한 황제는 성대한 연회를 연다. 황후는 황제를 독살하려 하지만, 칭누가 연회에서 춤을 추다 독이 든 술을 마시고 죽는다. 우루안은 칭누의 죽음에 슬퍼하며 자신의 정체를 드러내고 황제와 대립한다. 황제는 황후가 자신을 독살하려 했다는 사실을 깨닫고 스스로 독주를 마신다. 황후는 우루안을 새로운 황제로 옹립한다. 그러나 칭누의 죽음에 격분한 장군이 황후를 공격하고, 황후는 그를 죽이고 자신 또한 독에 중독된다. 황후는 섭정이 된다.
황후는 권력을 잡았지만, 축하 연회에서 정체불명의 자객에게 살해당한다. 누가 그녀를 죽였는지에 대한 의문은 남겨진 채 영화는 끝난다.

## 한국판 성우진(SBS) (2007년 2월 16일)
- 정미숙 - 황후 완(장쯔이)
- 김일 - 우루안(오언조)
- 윤병화 - 황제 리(갈우)
- 김아영 - 칭(주신)
- 송두석 - 은 태상(마정무)
- 김영선 - 은준 장군(황효명)
- 문영래 - 절도사(증추생)
- 김창주 - 약사(마륜)
- 임성표 - 병사(항빈)
- 김혜경 - 시녀(장건)
- 이재정 - 시녀(소소산)
- 김수중 - 대신(류연빈)